# マルセル・ミハロヴィチ
マルセル・ミハロヴィチ（Marcel Mihalovici, 1898年10月22日 - 1985年8月12日）は、ルーマニア生まれのフランスの作曲家。

## 経歴
ブカレスト出身。ジョルジェ・エネスクに才能を見いだされ、1919年よりパリに移住し、ヴァンサン・ダンディに師事した。作品には『ヴァイオリンとピアノのためのソナタ第1番』（1920年）、オペラ『メリュジーヌ』（1920年）、弦楽四重奏曲第1番（1923年）、弦楽四重奏曲第2番（1931年）、『ヴァイオリンとピアノのためのソナタ第2番』（1941年）、『ヴァイオリンとチェロのためのソナタ』（1944年）、オペラ『フェードル』（1949年）などがある。またピアノ曲の多くは妻のモニク・アースによって初演された。
また、サミュエル・ベケットとの交友でも知られ、ベケット脚本のラジオドラマ『カスカンド』の音楽を担当し、戯曲の『クラップの最後のテープ』をオペラ化し、交響曲第5番ではベケットの詩を引用している。

## 主な作品

### オペラ
- メリュジーヌ（1920年）
- フェードル（1949年）
- クラップの最後のテープ（1961年）

### 交響曲
- 交響曲 第1番「ジョコーサ」Op.65 (1951年)
- 交響曲 第2番「パルティータ」
- 交響曲 第3番「ヴァリアータ」
- 交響曲 第4番「カンタータ」

### 管弦楽曲
- 悲劇的序曲
- ロンド
- 朝の歌

### 協奏曲
- ヴァイオリン協奏曲「幻想曲風に」
- トッカータ (ピアノと管弦楽のための)

### 室内楽曲
- ヴァイオリン・ソナタ第1番（1920年）
- ヴァイオリン・ソナタ第2番（1941年）
- ヴァイオリンとチェロのためのソナタ（1944年）
- ファゴット・ソナタ
- 無伴奏ヴァイオリン・ソナタ第1番（1920年）
- 無伴奏チェロ・ソナタ
- 弦楽四重奏曲第1番（1923年）
- 弦楽四重奏曲第2番（1931年）
- 弦楽四重奏曲第3番
- 弦楽四重奏曲第4番

### ピアノ曲
- ソナチネ

## 文献
- Lukas Näf: Der Einakter Phèdre op. 58 von Marcel Mihalovici und Yvan Goll, Lizentiatsarbeit Universität Zürich 2003.